# Tornando a casa (film 1978)
Tornando a casa (Coming Home) è un film del 1978 diretto da Hal Ashby e interpretato da Jane Fonda.
Presentato in concorso al 31º Festival di Cannes, è valso al suo protagonista Jon Voight il premio per la migliore interpretazione maschile, che si aggiunge all'Oscar nella medesima categoria ottenuto nel 1979, unitamente alla statuetta per la miglior attrice (Jane Fonda) e a quella per la miglior sceneggiatura originale (Nancy Dowd, Waldo Salt, Robert C. Jones), per un totale di 3 Oscar su 8 candidature.

## Trama
Il capitano Bob parte per il Vietnam lasciando a casa la moglie Sally; la donna, il cui ruolo fino ad allora era stato solo quello di "moglie del capitano", si dà da fare per vivere più indipendentemente: quindi trasloca, acquista una nuova auto, stringe amicizia con Viola e, contrariamente alla volontà del marito che la voleva solo casalinga, si offre volontaria come infermiera all'ospedale dei reduci dal Vietnam; lì conosce Luke, un ex soldato rimasto paralizzato alle gambe, con il quale instaura prima un rapporto di profonda amicizia e in seguito una relazione amorosa.
Bob nel frattempo si ferisce e viene fatto tornare in patria: frustrato per non essere diventato un eroe (si è sparato da solo per sbaglio mentre stava andando alle docce) e profondamente cambiato dalla guerra, torna a casa distante e depresso. L'FBI intanto è in possesso di filmati riguardanti il tradimento della moglie: Luke infatti aveva fatto propaganda contro la guerra e veniva perciò pedinato; la documentazione viene mostrata al capitano che, fuori di sé, torna a casa puntando un fucile contro la moglie, ma desiste dal proprio intento omicida grazie all'intervento di Luke.
Nel finale Bob si uccide nuotando nel mare fino allo sfinimento.

## Riconoscimenti
- 1979 - Premio Oscar
  - Miglior attore protagonista a Jon Voight
  - Miglior attrice protagonista a Jane Fonda
  - Miglior sceneggiatura originale a Nancy Dowd, Waldo Salt e Robert C. Jones
  - Candidatura Miglior film a Jerome Hellman
  - Candidatura Migliore regia a Hal Ashby
  - Candidatura Miglior attore non protagonista a Bruce Dern
  - Candidatura Migliore attrice non protagonista a Penelope Milford
  - Candidatura Miglior montaggio a Don Zimmerman
- 1979 - Golden Globe
  - Miglior attore in un film drammatico a Jon Voight
  - Miglior attrice in un film drammatico a Jane Fonda
  - Candidatura Miglior film drammatico
  - Candidatura Migliore regia a Hal Ashby
  - Candidatura Miglior attore non protagonista a Bruce Dern
  - Candidatura Migliore sceneggiatura a Waldo Salt e Robert C. Jones
- 1978 - National Board of Review Award
  - Migliori dieci film
  - Miglior attore protagonista a Jon Voight
- 1978 - Festival di Cannes
  - Migliore interpretazione maschile a Jon Voight
  - Candidatura Palma d'oro a Hal Ashby
- 1978 - Los Angeles Film Critics Association Award
  - Miglior film
  - Miglior attore protagonista a Jon Voight
  - Miglior attrice protagonista a Jane Fonda
- 1978 - New York Film Critics Circle Award
  - Miglior attore protagonista a Jon Voight
  - Candidatura Miglior attrice protagonista a Jane Fonda
- 1979 - Directors Guild of America
  - Candidatura DGA Award a Hal Ashby
- 1980 - Guild of German Art House Cinemas
  - Miglior film straniero a Hal Ashby
- 1979 - National Society of Film Critics Award
  - Candidatura Miglior attore a John Voight
  - Candidatura Miglior attrice a Jane Fonda
- 1979 - Writers Guild of America
  - WGA Award a Waldo Salt e Robert C. Jones

## Colonna sonora
- Out of Time dei Rolling Stones fa parte dei brani musicali della colonna sonora.

## Nella cultura di massa
- La canzone di Claudio Baglioni Ancora la pioggia cadrà è chiaramente ispirata alla scena finale del film.